# 澜沧-耿马地震
澜沧-耿马地震是1988年11月6日发生于中华人民共和国云南省澜沧县、耿马县的严重地震，两次主震相隔13分钟，震级分别为7.6级及7.2级。此次地震共造成748人死亡，7,751人受伤，倒塌损坏房屋224万间，直接经济损失为20亿5千万元人民币。

## 简介
1988年11月6日21点3分14.5秒，中国云南省澜沧县发生7.6级（Ms）地震；21点15分44.9秒，耿马县与沧源县交界处发生7.2级（Ms）地震。两次地震烈度均为Ⅸ度，是该地区有地震记录以来的最大地震。澜沧-耿马地震为双主震余震型，主震前仅有1次2.6级前震，最大余震为6.7级。Ⅵ度或Ⅵ度以上受灾面积为3.3万平方公里。

## 震害情况
地震波及范围包括思茅、临沧、保山、德宏、西双版纳5个地州的20余个县市，其中澜沧县、耿马县、沧源县受特重灾，双江县、西盟县、施甸县受重灾；云南全省各地普遍有感，昆明震感明显。
此次地震共造成748人死亡，重伤3759人，轻伤3992人。受灾人口200多万人，其中特重灾民八万余户（共408100人）。地震造成倒塌损坏房屋224.28万间，37条公路路基坍塌，89座桥梁、470个涵洞被破坏，200座中小水库、115个水电站被损坏。地震造成的直接经济损失为20亿5千万元人民币。

## 纪念
震后受灾区进行了重建，当地政府建立多座抗震纪念碑。 
- 澜沧“11·6”地震纪念碑：位于澜沧县东朗路与温泉路交叉处，1992年11月建，主碑高11.6米，形状不规则，正面镶嵌碑名，前方有一男性人物雕像，挺身站立于废墟之上，右手托举石块，左手怀抱幼儿；背面为澜沧县地图。主碑背后为半环形浮雕带[7][8]。
- 临沧地区“11·6”地震纪念碑：1989年11月6日建，位于临沧市区南屏西路和南路交汇处，碑身镶嵌“抗震纪念碑”五个大字，雕刻纪念碑文[9]。2012年7月列入临翔区文物保护单位[10]。

- 沧源县“11·6”抗震纪念碑：位于沧源县广场路中部，1992年6月由中共临沧地委、临沧地区行署修建，碑通高约7.2米，外部是一个“人”字形房梁样式的结构，其顶部有佤族崇拜的饰物——牛头；其下树立一碑，高约2米，一面塑时钟，指向21时03分，下方刻“1988116”，另一面为纪念碑文；纪念碑整体贴有红、白两色的瓷砖[8][9]。2012年6月列入沧源县文物保护单位[10]。
- 岩帅11·6抗震纪念碑：位于沧源县岩帅镇，2012年6月列入沧源县文物保护单位[10]。
- 耿马县抗震救灾纪念碑：耿马县委、县政府立，1992年4月动工，当年11月竣工，位于县城北面，白马广场正上方，由碑身和碑座组成，通高20.65米；碑座高9米，为傣家竹楼造型的两层建筑；碑身高13米，由两根方形钢筋混凝土柱子组成，中段镶嵌有一块灰色花岗岩碑额，上刻时任国务院总理李鹏题写的“耿马县抗震救灾纪念碑”字样；碑身的两根柱子表示“11”，与碑座组合成“六”字形，象征地震日期。[9][11]2020年11月列入耿马县文物保护单位[10]。
- 耿马县人民医院抗震救灾纪念碑（军民抗震纪念碑）：1998年12月24日，中国人民解放军步兵九十三团、耿马傣族佤族自治县人民医院立[12]。

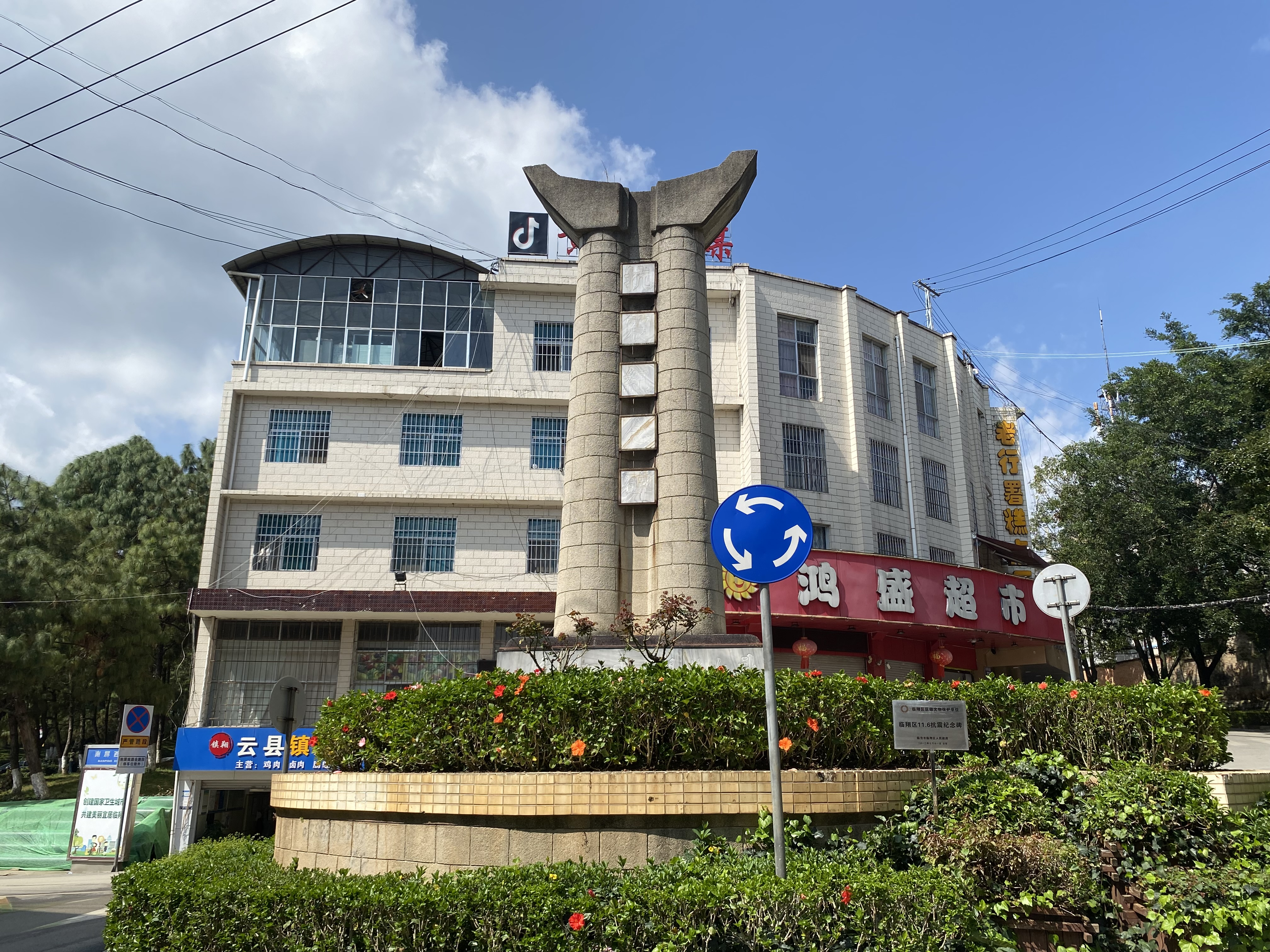
临沧地区“11·6”地震纪念碑
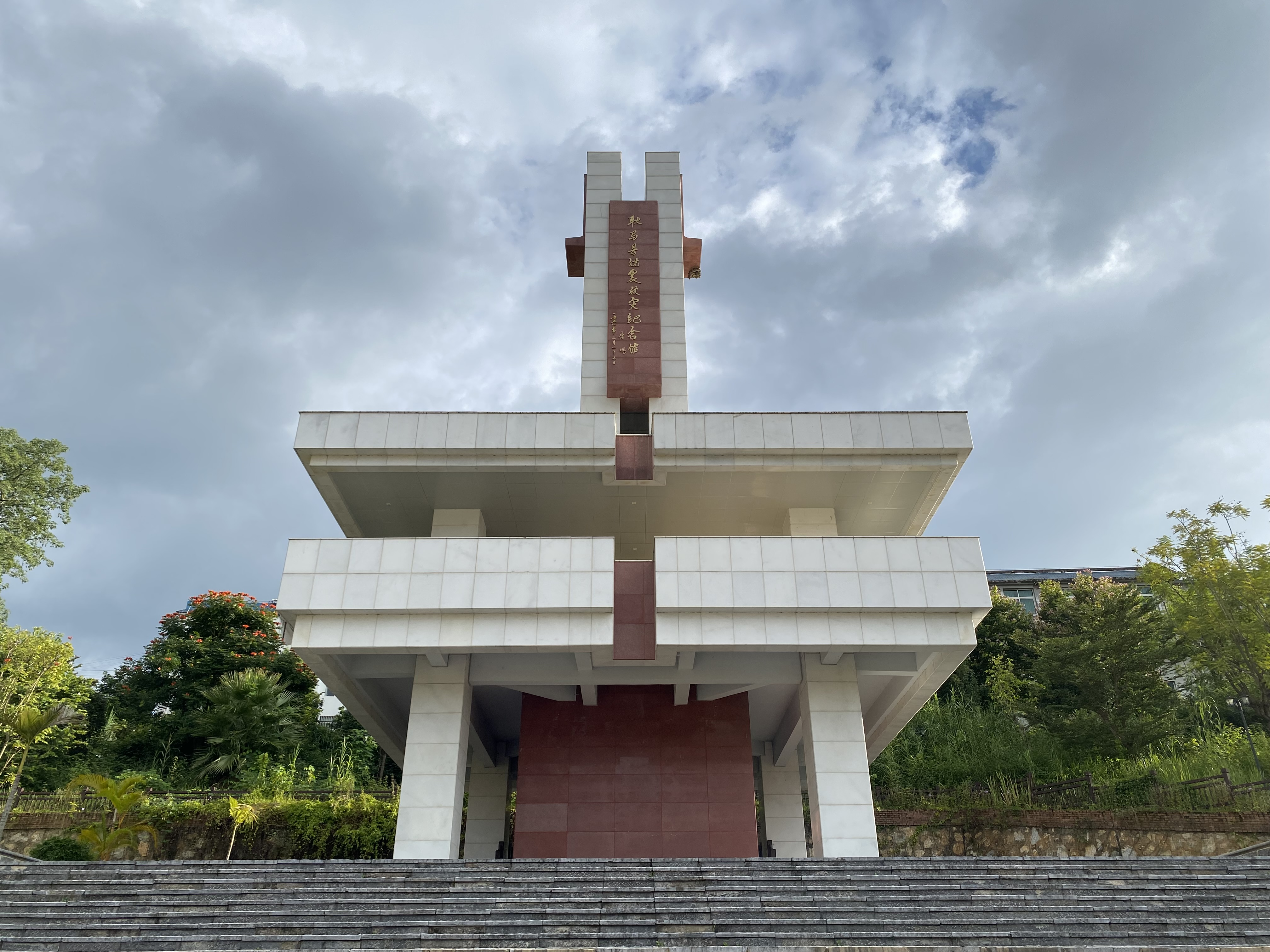
耿马县抗震救灾纪念碑
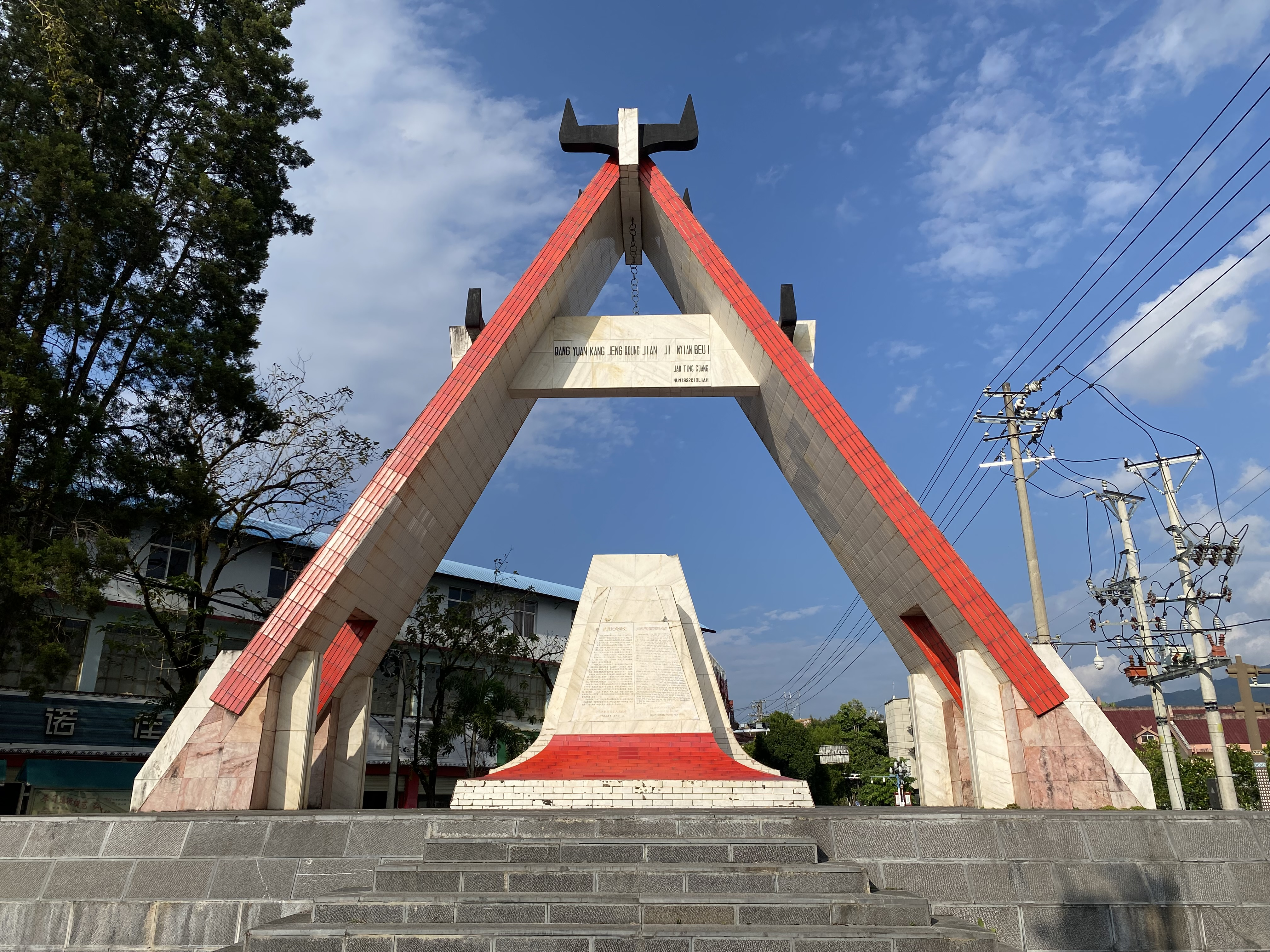
沧源佤族自治县抗震纪念碑佤文侧